# Poncey-sur-l'Ignon
Poncey-sur-l'Ignon is een gemeente in het Franse departement Côte-d'Or (regio Bourgogne-Franche-Comté) en telt 85 inwoners (2009). De plaats maakt deel uit van het arrondissement Dijon.

## Geografie
De oppervlakte van Poncey-sur-l'Ignon bedraagt 16,5 km², de bevolkingsdichtheid is dus 5,2 inwoners per km².
De onderstaande kaart toont de ligging van Poncey-sur-l'Ignon met de belangrijkste infrastructuur en aangrenzende gemeenten.

## Demografie
Onderstaande figuur toont het verloop van het inwonertal (bron: INSEE-tellingen).